# Wojciech Macyk
Wojciech Macyk (* 1973) ist ein polnischer Chemiker und als Professor Lehrstuhlinhaber für Anorganische Chemie (polnisch Zakład Chemii Nieorganicznej) an der chemischen Fakultät der Jagiellonen-Universität in Krakau.

## Leben
Macyk studierte Chemie an der Jagiellonen-Universität und graduierte 1997 bei Zofia Stasicka. Nach dem Diplom ging er nach Bayern, wo er an der Friedrich-Alexander-Universität Erlangen-Nürnberg bei Horst Kisch mit einer Arbeit zum Thema Visible light photodetoxification of water catalysed by modified titanium dioxide promoviert wurde und im Anschluss weitere zwei Jahre als Post-Doc in dessen Forschungsgruppe am Lehrstuhl für Anorganische Chemie und Allgemeine Chemie tätig war. 2002 kam er in die Forschungsgruppe Koordinationschemie und Bioanorganische Physikochemie an der Fakultät für Chemie der Jagiellonen-Universität und habilitierte dort 2009. Er erhielt Stipendien der Stiftung für polnische Wissenschaft (Fundacja na rzecz Nauki Polskiej, FNP) und des Magazins Polityka.
Zusammen mit Konrad Szaciłowski beschrieb er 2006 erstmals den PEPS-Effekt (Photoelektrochemisches Photostromschalten).

## Auszeichnungen
- 2001: Promotionspreis der Staedtler-Stiftung
- 2001: Albert-Weller-Preis der Fachgruppe Photochemie der Gesellschaft Deutscher Chemiker

## Werke (Auswahl)
- Lehrbuch Bioinorganic Photochemistry, 2009, Wiley-Blackwell, ISBN 978-1-405-16172-5 (mit Grazyna Stochel, Zofia Stasicka, Malgorzata Brindell, und Konrad Szacilowski)
- mit Rudi van Eldik: Materials for Sustainable Energy, Academic Press, 2018, ISBN 978-0128150771